# Casinaria compacta
Casinaria compacta är en stekelart som beskrevs av Maheshwary och Gupta 1977. Casinaria compacta ingår i släktet Casinaria och familjen brokparasitsteklar. Inga underarter finns listade.